# がんばれ!ドッジファイターズ

『がんばれ!ドッジファイターズ』は、村上としや、斉藤むねおによるドッジボール漫画。小学館の『小学三年生』、『小学四年生』、『小学五年生』、『小学六年生』誌上において2003年1月号から2006年2月号まで連載された。単行本は全10巻が小学館から刊行された。また、『小学二年生』2004年3月号においてドッジボーズVSドッジファイターズとしてあさだみほの漫画『ドッジボーズ』とコラボしている。

## あらすじ
ドッジボールが大好きな小学生、球田童児はドッジボール王国である長野県から転校してきて早々、ドッジボールのコートの使用をめぐって対立していた強豪の大海ボンバーズと弱小チームのドッジファイターズの間に割り込み、ドッジファイターズの助っ人としてボンバーズと試合をすることになる。

## 登場人物

### ドッジファイターズ
球田童児（たまだ どうじ）
本作の主人公。通称「ドッジ」。長野から転校してきたドッジボールが大好きな熱血少年。シェパードを飼っている。
若狭良平（わかさ りょうへい）
元ボンバーズのアタッカー。勝つために手段を選ばない非情な監督に嫌気がさし、ファイターズに入部する。
大林加奈（おおばやし かな）
家がスーパーである。
小栗学（おぐり まなぶ）
作戦、フォーメーションを考えるのが得意。
捕田たろう（とった たろう）
ドッジファイターズにおいてチーム屈指のキャッチ力を持つ。
原賀満雄（はらが みつお）
大柄で恰幅のいい体型だが臆病。
声村未有（こえむら みゆ）
チームで一番声が大きい。
草加由子（そうか ゆうこ）
草加由宇とは双子の姉。
草加由宇（そうか ゆう）
草加由子とは双子の弟。
殿城道太（とのしろ みちた）
出っ歯が特徴。
星野ルイナ（ほしの るいな）
新体操のエース。どんなボールもかわす。
二葉美々（ふたば みみ）
泣き虫。ドッジファイターズにおいて、チームの中で一番小柄。
神黒翔（かみぐろ しょう）
ドッジファイターズ監督。

### 大海ボンバーズ
夏目鬼一（なつめ きいち）

霧沼五郎（きりぬ まごろう）
大海ボンバーズ監督。弱者を切り捨てる傾向を持つ。
矢奈井佳子（やない かこ）

岩田（いわた）

日高（ひだか）

### 新体操
美丘さくら

紀美

美樹

美香
普段はおとなしいがボールを持つと猫の形相を浮かべる。

### アメリカンスクール
サム

ジェーン

### 中央ドラゴンズ
密山哲見（みつやま てつみ）

北村（きたむら）

### TOGAKUSHI12 （トガクシトゥエルブ）
久野一史（くのいち ふみ）

原信吾（はら しんご）

### 漫画家チーム
村下モネ夫（むらした もねお）

星野ソフィア（ほしの そふぃあ）
ルイナの母親。

### 岬小ドッジクラブ
神黒（かみぐろ）
岬小ドッジクラブの監督

### 浜トリトンズ
海部波留（かいぶ はる）

木内みなと（きうち みなと）

### 中野西キッズ
真田 忍 心（さなだ しのぶ しん）
アタッカー殺しの異名を持つ双子の姉妹。驚異的なキャッチ技術を持つ。

## 単行本
1. 2003年6月21日発売 ISBN 4091431011
2. 2003年10月発売 ISBN 409143102X
3. 2004年2月発売 ISBN 4091431038
4. 2004年6月19日発売 ISBN 4091431046
5. 2004年8月27日発売 ISBN 4091431054
6. 2004年10月発売 ISBN 4091431062
7. 2005年3月18日発売 ISBN 4091431070
8. 2005年7月発売 ISBN 4091431089
9. 2006年3月24日発売 ISBN 4091401171
10. 2006年3月24日発売 ISBN 409140118X

## 関連商品
- がんばれ!ドッジファイターズ（ゲームボーイアドバンス・バンダイ） - 2005年1月27日発売